# 徳林寺 (羽島市)
徳林寺（とくりんじ）は、岐阜県羽島市桑原町大須にある真言宗智山派の寺院。
美濃四国札所第三十三札所。なお隣接地に第三十四札所の真福寺（大須観音）がある。

## 沿革
長徳5年（999年）、尾張国海西郡に不動明王を本尊として創建されたのが起源と伝えられる。
(永保2年（1082年）の説もある）。
戦国時代の木曽川の洪水の後、徳林寺の存在した地域は美濃国に移った。この地域は洪水多発地帯であり、幾度と無く被害に遭ったという。
昭和26年（1951年）、海津郡平田町幡長（現在の海津市）から現在地へ移築した。

## 文化財（羽島市）
- 不動明王坐像 （円空仏） - 円空が40歳の頃に作仏した。
- 阿弥陀如来像
- 毘沙門天像
- 制多迦童子像
- 矜羯羅童子像

## 所在地
- 岐阜県羽島市桑原町大須2759番地の131

## 交通手段
- 羽島市コミュニティバス「大須」バス停下車、徒歩で約8分。